# Ekebyborna kyrka

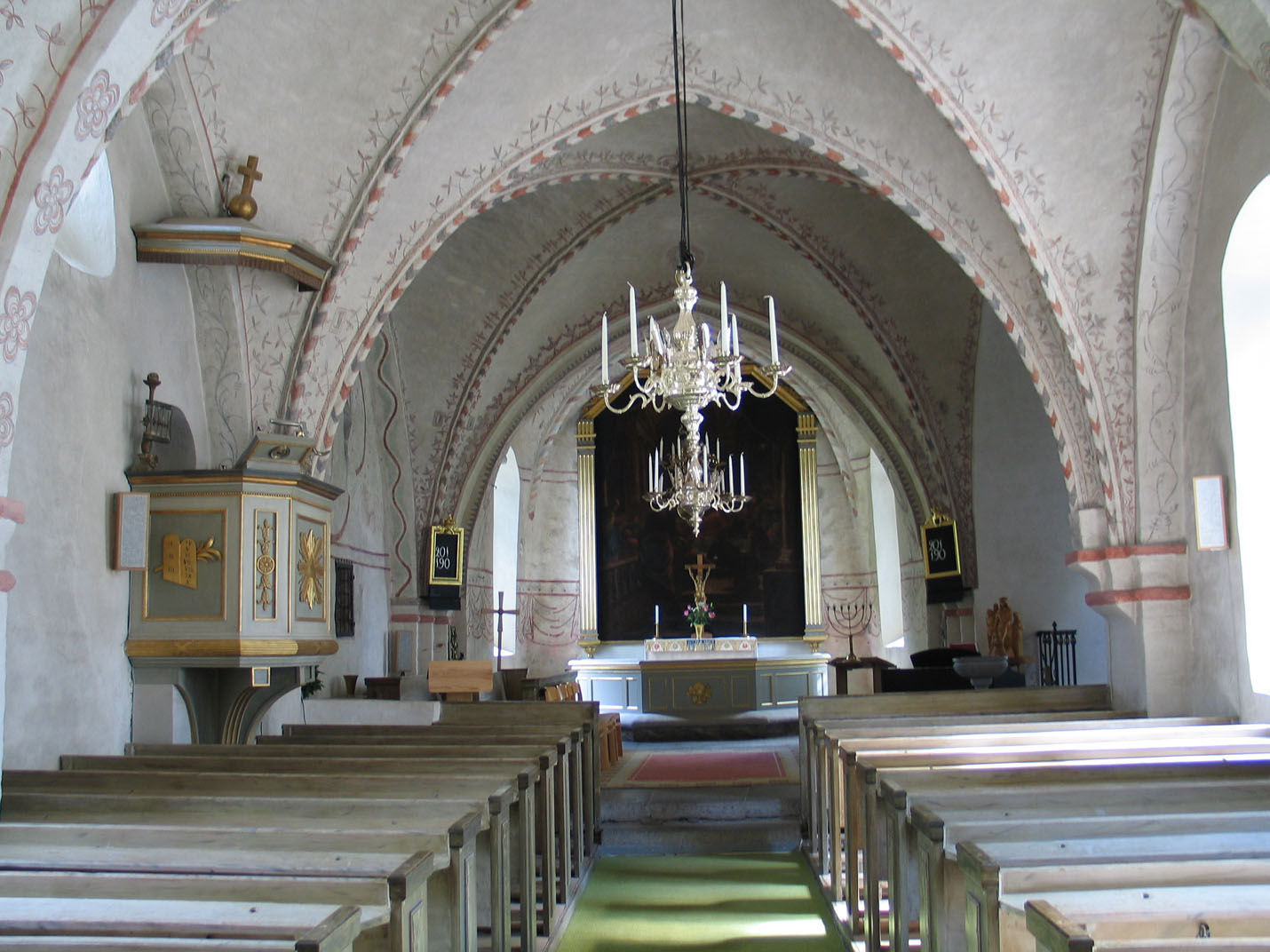
Interiör

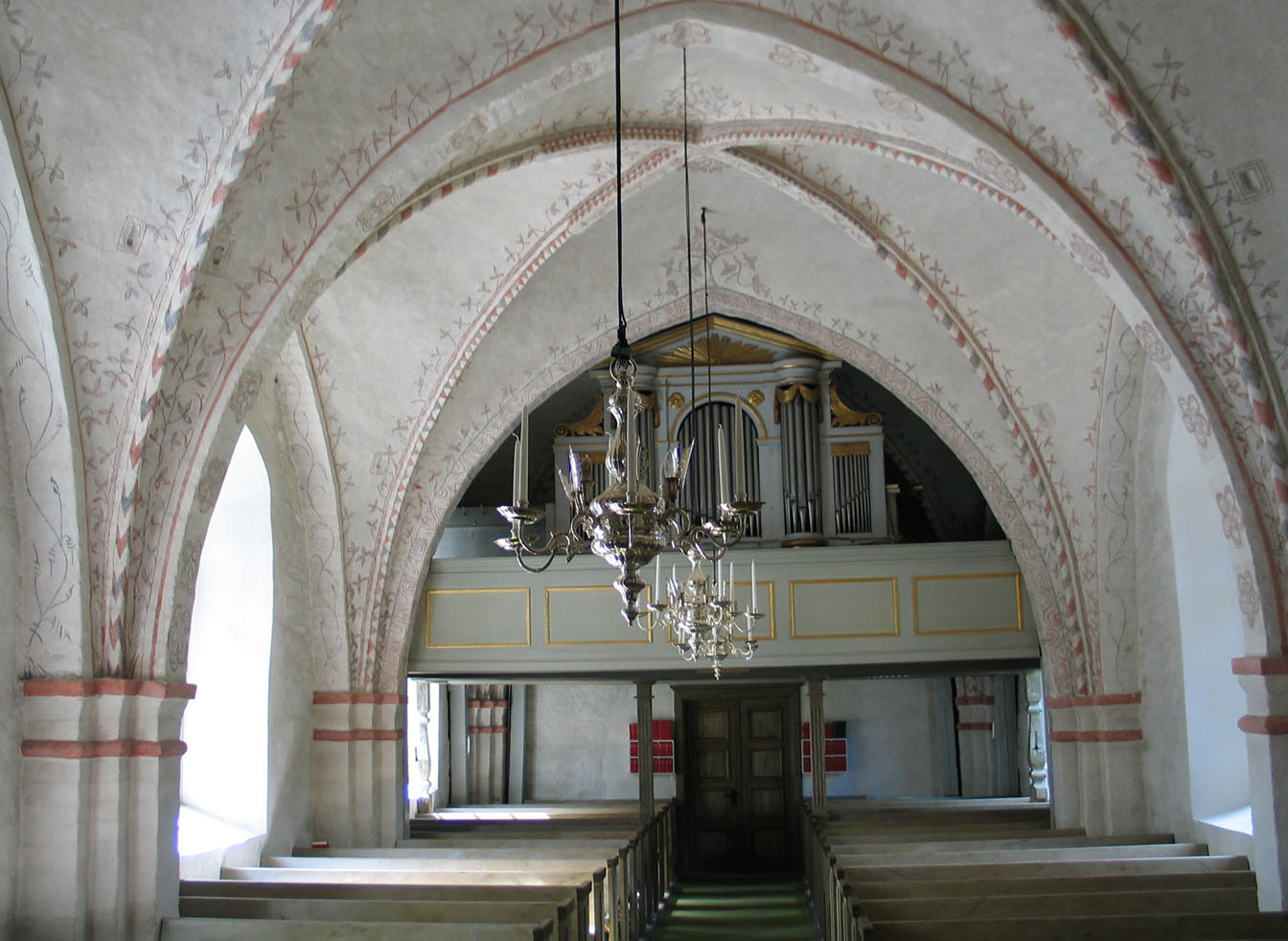
Interiör

Ekebyborna kyrka är en kyrkobyggnad i Ekebyborna i Linköpings stift. Kyrkan ligger en mil öster om Motala, 2 km norr om Österstad, och är församlingskyrka i Fornåsa församling.

## Kyrkobyggnaden
Ekebyborna kyrka, på en höjdrygg i det öppna odlingslandskapet, består av ett rektangulärt långhus med smalare rakslutet kor, sakristia i norr och gravkor i söder. Kyrkan har vitputsade fasader och stickbågiga fönster. Västtornet är av samma bredd som långhuset. I tornets södra vägg kan man se spår efter en portal som tidigare var kyrkans huvudingång. Den rikt dekorerade järnsmidesdörren från 1100-talet, som satt i porten, finns nu i vapenhuset. I tornets andra våning två tunnvälvda rum, av vilket det norra kallas heliga Birgittas kammare. Samtliga yttertak utgörs av sadeltak, tornet kröns av en konkav huv. Kyrkans nuvarande ingång är belägen i väster.

## Historik
Kyrkan med ursprungligt torn är byggd i sten i romansk stil under 1100-talets andra hälft. Koret bestod ursprungligen av en kvadratisk mindre del med absid. På 1400-talet välvdes kyrkan och ett smalare kor tillbyggdes. Under samma århundrade erhöll valven kalkmålningar. 
I början av 1600-talet uppfördes ett gravkor för Hogenskild Bielke. I valvet under gravkoret ligger Carl Larsson Sparre och hans efterkommande begravda. 1671 förstördes tak, tornhuv, klockstapel m.m. av en brand i kyrkbyn, och först 1687 var skadorna åtgärdade. Under 1700-talet förstorades fönstren vid flera tillfällen. 
Carl Fredric Broocman förtäljer i mitten av 1700-talet: ”At säga när Kyrkan aldraförst blifwit funderad, thertil gifwes ingen anledning; men af thes tjåcka murar och drygt tiltagna Sten-Torn, som är lika bredt med Kyrkan, ser man nogsamt, at hon är en af the äldsta i Stifftet. Från grunden är hon upmurad af Kalk- och Gråsten med ett ansenligen högt Torn, hållandes i längden med Altar-Choret 51 alnar til yttre Torn-muren, och i bredden 11 alnar. Från henne til Skeninge räknes en och en half mil; och står hon på Krono grund. Altartaflan är ifrån Påwetiden: öfwerst therpå är Frälsaren på Korßet afbildad; men midt på Taflan står Mariæ bild med Barnet på armen: til höger är ock ett ståteligit Marie beläte upstäldt, och till wänster then törnekrönte och döde Frälsarens bild uti Marie sköte; af hwilket alt slutes, at Kyrkan är Marie helgad. Prädikstolen, af Snickare-arbete, är beprydd med Evangelisternas bilder uti målning, och är han af Församlingen och Kyrkoherden Erico Jonæ påkostad år 1626. Orgelwerket har 6 stämmor, och är uti godt stånd. Inga Adeliga Hufwud-Baner ses här wara upsatte. Efter Romerskt Catoliskt sätt äro hwalfwen prydd och målad med åtskilliga heligas beläten, men Söder om Choret är ett präcktigt upmuradt Graf-Chor, som thet olyckliga R. R. Baron Hogenskild Bielke låtit tillreda åt sig och sin Familia; fast han icke blifwit, efter sin undergångna dödsdom i Stockholm then 3 Jan. 1605, hitförd, utan lagd i Riddarholms Kyrkan. [...]
Såsom förbemäldt är, så har wäl Kyrkan ett ansenligen högt och stort Sten-Torn, men Klockorna hänga doch i Trästapel. [...] År 1671 then 13 Julii lades then förra Klockstapeln genom ljungeld i aska, wid hwilket tillfälle Storklockan, om 6 Skeppunds wigt, blifwit smält och thes malm förtärd, så at man icke funnit igen mer än 34 Lispund och 12 marker at gagna til Klockans omgjutning: hade ock Kyrkan thet öde, at, wid samma olyckliga tilfälle, til tak och torn blifwa afbränd. Wid thetta tilfälle wil man ej heller förtiga, at en afdelt Kammare är åfwan Kyrko-hwalfwet med ingång utur Tornet, och kallas han S. Britas Kammare tyeraf, at hon säges theruti hållit sin enskildta andacht."
På 1820-talet var kyrkoherde Claes Magnus Cnattingius ordförande i Ekebybornas sockenstyrelse. Enligt protokoll anlitade församlingen 1828 byggmästare Abraham Nyström, Hållingstorp, för en omfattande renovering av kyrkan. Två nya fönster togs upp och en ny dörr installerades på tornväggen. Vidare tillkom de nuvarande bänkarna, läktarbröstningen samt predikstolen, som snidades av byggmästaren själv. Enligt tidens sed önskade församlingen att Abraham också skulle utplåna kalkmålningarna på kyrkans kryssvalv. Man skrapade och tvättade efter bästa förmåga, men turligt nog avbröts arbetet medan ännu 90 % av målningarna återstod.
År 1853 monterade August Nyström en ny tornspira med en tupp i toppen.
Kyrkan återfick en del av sitt medeltida utseende vid en restaurering 1948–1949 under arkitekt Erik Fants ledning. Interiören målades om och det som återstod av kalkmålningarna togs fram. Målningarna på valvbågen mellan koret och långhuset är utförda av mäster Amund. Exteriören restaurerades 1964.
Under sommaren 2021 genomförs en dränering av marken kring kyrkan. Problem med fukt har uppstått då delar av kyrkan ligger under marknivån.

## Inventarier
- Kalkmålning, ribbdekor, från Östergötland, 1400-talets första hälft, (bild).
- Kalkmålning, Marie kröning, av oidentifierad upphovsman, 1400-talets andra fjärdedel, (bilder).
- Kalkmålning, dygder & laster av Mäster Amund, 1400-talets sista fjärdedel, (bilder).
- Nattvardskalk, rikt ornerad, härstammande från Albertus Barankowitz i S:ta Annas kapell i Optocz 1628. Troligen ett krigsbyte från ett polskt fälttåg.
- Oblatask, daterad till 1600-talet.
- Altarkrucifix, förgyllt, från 1700-talet.
- Altartavla, föreställande nattvardens instiftande, målad av Pehr Hörberg, skänkt till kyrkan 1804 av överstekammarjunkare C. Gyldenstolpe, som då ägde Ulvåsa gods.
- Predikstol med förgyllda ornament är snidad 1828 av byggmästare Abraham Nyström från Hållingstorp i Kristbergs socken.
- Ljusapplicker från 1700-talets mitt, av målad plåt; hänger i Sparrekoret.

## Orglar

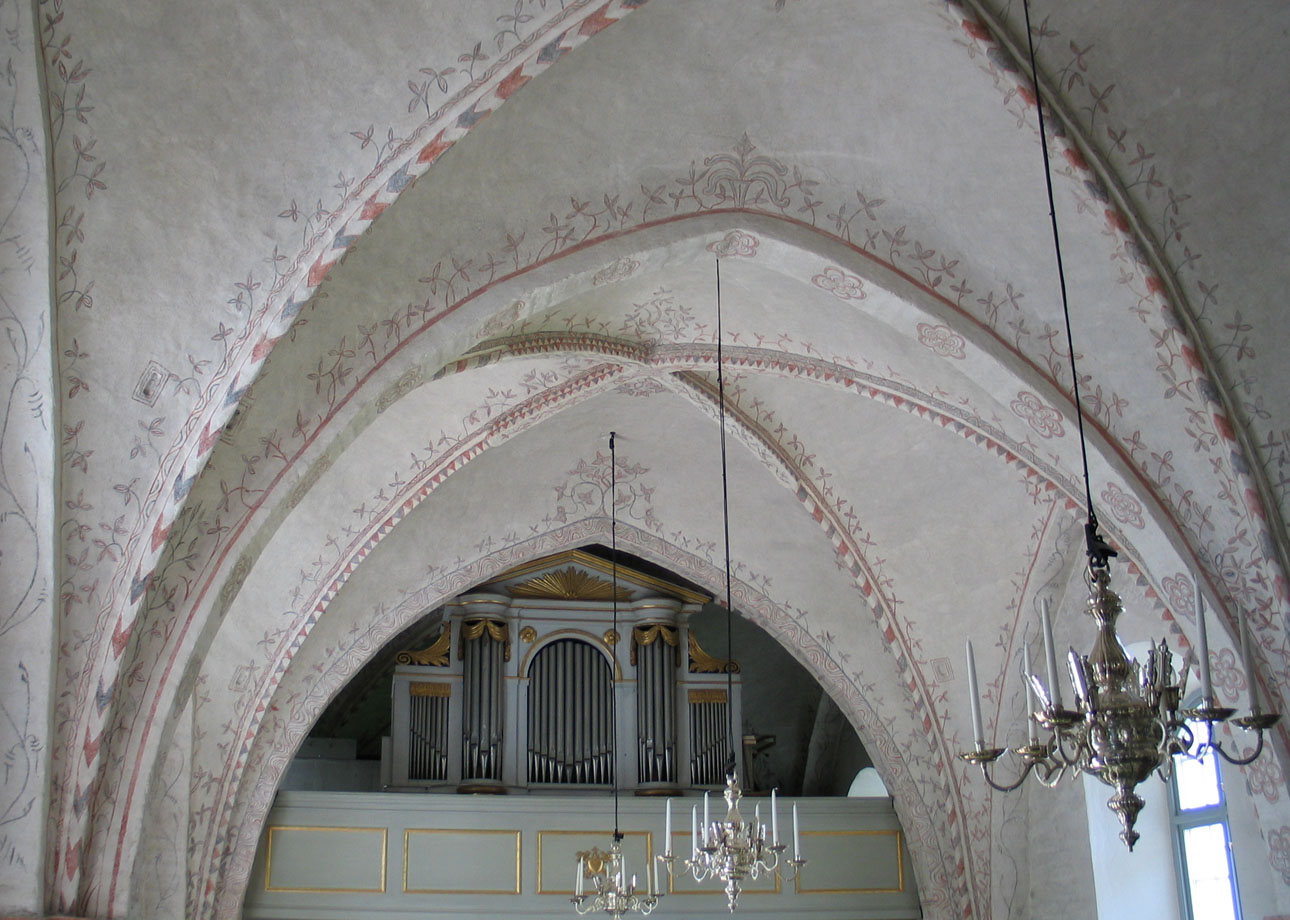
Orgeln

- 1737: Sätts ett orgelverk upp med 5 stämmor av Carl Björling, Kristberg.[2]
- 1740: Carl Björling (orgelbyggare), Kristberg, bygger ett 6-stämmigt orgelverk.
- 1806: Pehr Schiörlin, Linköping, bygger ett 11-stämmig orgelpositiv med bihangspedal. Fasadutformning av Per Schiörlin 1804. Nästan alla fasadpipor är ljudande: Principal 16’ i mittfältet, Principal 8’ i sidofälten och turellerna. Spelbordet är infällt i orgelhusets norra gavelsida.
- 1828: Renovering av fältväbel J. Haurelius, varvid orgelverket flyttas bakåt i samband med att läktaren minskas.
- 1839: Reparation av instrumentmakare och orgelbyggare Carl Hanner, Linköping, (1796-1847).
- 1889: Reparation av orgelbyggare och reparatör Anders Petter Kullbom, Linköping, (1817-1900).
- 1918: Ombyggnad av orgelbyggare Carl Axel Lund, Linköping, som byter ut Scharff II mot Gamba 8’ D. Orgelstämmorna Salicional 4’ B och Fiffaro 8’ D hade redan tidigare ändrats till Violoncell 8’, B, resp. Fugara 8’ D.
- 1952: Restaurering av Theodor Frobenius & Co, Lyngby, Danmark, varvid den ursprungliga dispositionen återställes. Ett fåtal pipor ur Scharff II måste härvid nytillverkas. Vita undertangenter i manualen. Orgeln (bild) stämd i svensk kammarton. Jan H. Börjesson påpekar att piplängderna för de båda koren i Piffaro 8' visar att stämman varit stämd svävande. Nu har de samma tonhöjd. Av samma skäl tycks även Gamba 4' och Salicional 4' tidigare varit stämda i svävning. Båda dessa är trattformiga och svagare än Piffaro.  Orgeln är mekanisk.

Ursprunglig disposition 1806 och nuvarande:
| Manual C-f³                  | Pedal C-a° |
| Principal 16', D (fasad)     | bihängd    |
| Gedackt 8'                   |            |
| Oppenfleut 8’, D             |            |
| Fiffaro II chor. 8’, D       |            |
| Principal 4', B/D (fasad)    |            |
| Gedackt 4'                   |            |
| Salicional 4’, B             |            |
| Gamba 4’, B                  |            |
| Waldfleut 2'                 |            |
| Scharff II chor. 1 1/3’ + 1’ |            |
| Trompet 8', B/D              |            |

## Bildgalleri

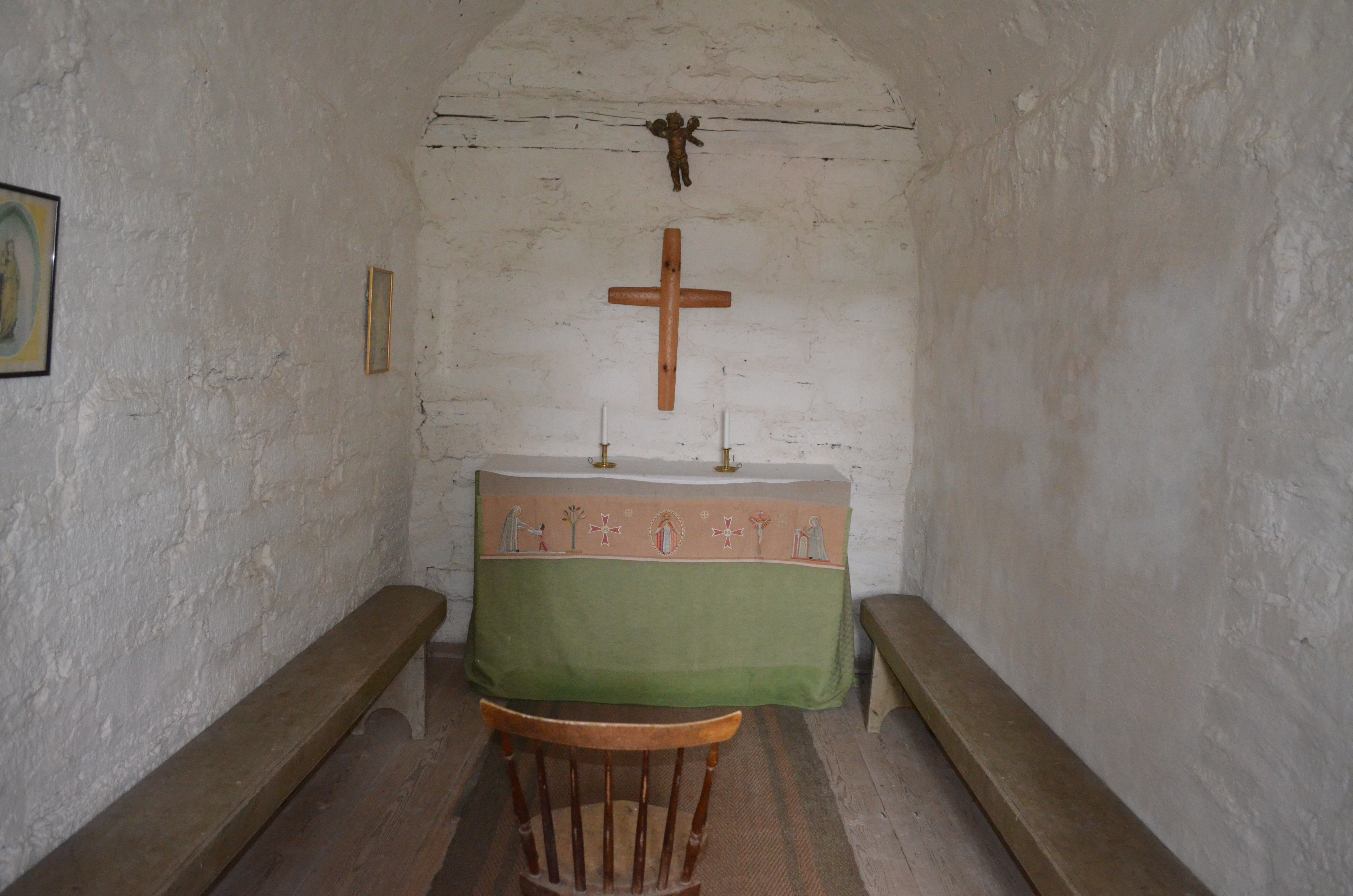
Heliga Birgittas bönekammare
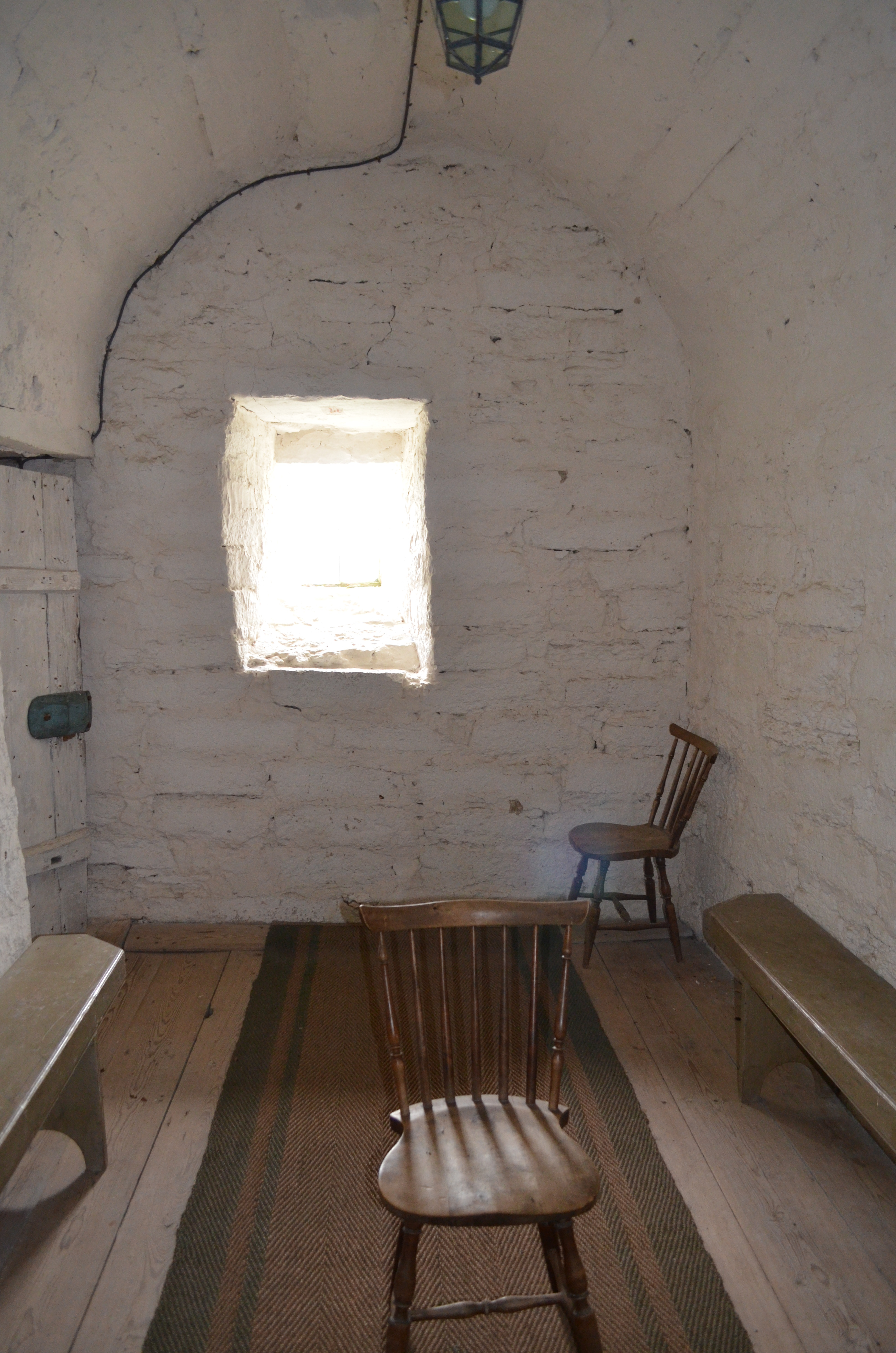
Heliga Birgittas bönekammare

## Kuriosa
Ulvåsa gods, som ägdes av den heliga Birgittas make Ulf Gudmarsson, ligger i församlingen.